# 布萊特 (印第安納州)
布萊特（英語：Bright）是位於美國印第安納州迪爾伯恩縣的一個人口普查指定地區。

## 地理
布萊特的座標為39°13′05″N 84°51′44″W / 39.21806°N 84.86222°W，而該地最高點為海拔高度281米（即922英尺）。

## 人口
根據2010年美國人口普查的數據，布萊特的面積為32.55平方千米，當中陸地面積為32.50平方千米，而水域面積為0.05平方千米。當地共有人口5693人，而人口密度為每平方千米174.9人。